# Wolfgang Becker
Wolfgang Becker (22. červen 1954 Hemer – 12. prosince 2024 Berlín) byl německý filmový režisér.

## Život
Becker studoval němčinu, historii a americká studia na Svobodné univerzitě v Berlíně. Poté pracoval ve zvukovém studiu v roce 1980 a následně studoval na Německé filmové a televizní akademii (DFFB). V roce 1983 začal pracovat jako nezávislý kameraman a DFFB úspěšně zakončil dílem Schmetterlinge (Motýli), s nímž vyhrál Student Academy Award v roce 1988, Golden Leopard v Locarnu a cenu sárského premiéra Ophuels Festival Saarbruecken.
Režíroval jednu epizodu televizního seriálu Místo činu nazvanou Blutwurstwalzer. Jeho nejznámějším počinem je film Good bye, Lenin!.